# أذنية
أُذُنِيَّة (الاسم العلمي: Otanthus)، جنس نباتات مُزهرة من فصيلة النجمية. النوع الوحيد المعروف منه هو أُذُنِيَّة بَحْرِيَّة (Otanthus maritimus). إنه نبات صغير معمر ينمو في مناطق الكثبان الرملية في جميع أنحاء البحر الأبيض المتوسط.